# 绢安乐贝
绢安乐贝（学名：Solamen spectabilis），是贻贝目壳菜蛤科安乐贝属的一种。主要分布于韩国、中国大陆，常栖息在潮下带44－83米。